# Agenium
Agenium  Nees é um género botânico pertencente à família Poaceae, subfamília Panicoideae, tribo Andropogoneae.
São plantas nativas da América do Sul

## Espécies
Apresenta cinco espécies:
- Agenium goyazense (Hack.) Clayton
- Agenium leptocladum (Hack.) Clayton
- Agenium majus  Pilg.
- Agenium nutans Ness
- Agenium villosum (Nees) Pilg.